# Mikhaïl Petrachevski
 (décembre 2014).
Si vous disposez d'ouvrages ou d'articles de référence ou si vous connaissez des sites web de qualité traitant du thème abordé ici, merci de compléter l'article en donnant les références utiles à sa vérifiabilité et en les liant à la section « Notes et références ».
Mikhaïl Vassilievitch Boutachevitch-Petrachevski (en russe : Михаил Васильевич Буташевич-Петрашевский), né le 1er novembre 1821 (13 novembre dans le calendrier grégorien) et mort le 7 décembre 1866 (19 décembre dans le calendrier grégorien), est un militant utopiste russe.

## Biographie
Mikhaïl Petrachevski fit ses études au lycée impérial de Tsarskoïe Selo, étudia le droit à l'université publique de Saint-Pétersbourg, puis entama une carrière de traducteur et interprète au ministère des Affaires étrangères. Il écrivit une grande partie du Dictionnaire de poche des mots étrangers (paru en plusieurs parties de 1844 à 1846), qui contribua à populariser en Russie certains principes démocratiques, ainsi que les idées de Charles Fourier.

« Quand je lus ses œuvres [les œuvres de Charles Fourier] pour la première fois, ce fut comme si je renaissais. Je m'inclinai devant la hauteur de son génie. Comme si jusqu'alors je n'avais pas été chrétien, mais païen, j'abattis toutes les autres idoles et j'en fis mon dieu unique. »

— Mikhaïl Petrachevski.

### Le cercle de Petrachevski
Petrachevski est principalement connu pour le cercle littéraire et politique qu'il fonda à Saint-Pétersbourg en 1844. Le cercle de Petrachevski se réunit chaque vendredi dans son appartement, de 1845 à 1849. En 1849, les membres du cercle furent tous arrêtés par les autorités tsaristes. Petrachevski fut condamné à la peine de mort, gracié après un simulacre d'exécution, et sa peine commuée en travaux forcés en Sibérie. Au bout de quelques années, il fut autorisé à s'installer à Irkoutsk, où il fonda le journal Amour. En 1860, il fut de nouveau condamné pour avoir critiqué les abus du pouvoir local. Cette fois, il fut déporté à Minoussinsk, où il mourut.

### Membres du cercle
Le plus célèbre des membres du cercle de Petrachevski est sans conteste Fiodor Dostoïevski, qui participa aux réunions de 1846 à 1849. Il y lut notamment la fameuse lettre de Vissarion Belinski du 15 juillet 1847, dans laquelle le critique littéraire et philosophe dénonçait durement la dérive conservatrice de Nicolas Gogol dans Passages choisis d'une correspondance avec des amis,. Les rencontres que Dostoïevski fit chez Petrachevski, ainsi que les persécutions subies lors de son arrestation, ont profondément marqué son œuvre. Le simulacre d'exécution y est ainsi fréquemment évoqué, par exemple dans L'Idiot. 
Parmi d'autres membres du cercle, on compte Alexeï Plechtcheïev, Sergueï Dourov, Nikolaï Spechnev, etc.